# IAMDDB

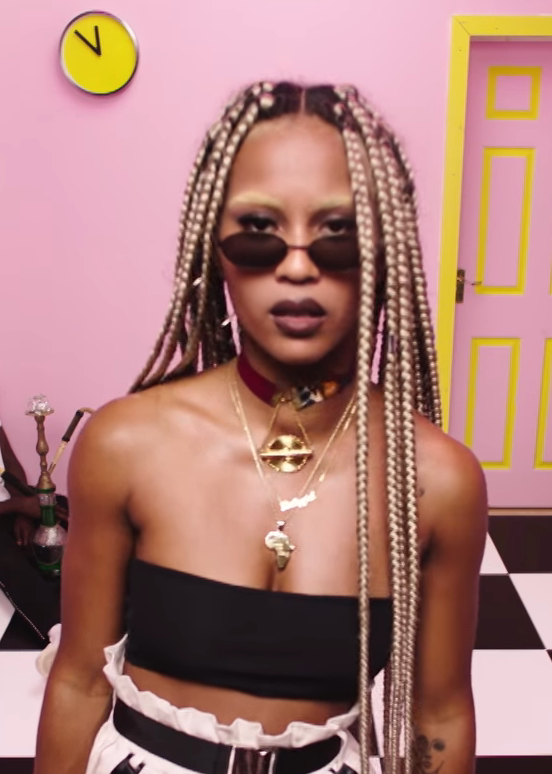
IAMDDB, 2018

Diana De Brito (* 5. März 1996 in Lissabon, Portugal) ist eine britische Musikerin, die unter dem Künstlernamen IAMDDB veröffentlicht. IAMDDB ist ein Akronym für „I Am Diana De Brito“, sie beschreibt ihren Musikstil als „Urban Jazz“.

## Leben
Diana de Brito wurde in Lissabon, Portugal geboren. Sie wuchs nach eigenen Angaben in Manchester auf, ihr Vater war Musiker. Seit 2015 beschäftigt sie sich ernstlich mit dem Schreiben und Produzieren von Musik, nachdem sie schon im Alter von sieben Jahren mit dem Schreiben eigener Lieder begonnen hatte. Diana de Brito verbrachte einige Monate in Angola, dem Herkunftsland ihres Vaters, und beschäftigte sich dort intensiv mit der dortigen Jazzmusik. Nach ihrer Rückkehr nach England nahm sie ihre Musikkarriere mit neuer Energie auf. 2018 wurde IAMDDB von der BBC auf den dritten Platz der „Sound of 2018“ Liste gesetzt.

## Diskografie
(Quelle:)

### EPs
| Jahr | Titel             | Label                 |
| ---- | ----------------- | --------------------- |
| 2016 | WAEVYBBY VOLUME 1 | Selbst-Veröffentlicht |
| 2017 | Vibe Vol. 2       | WAEV Records          |
| 2017 | Hoodrich Vol. 3   | Union IV Records      |
| 2018 | Flightmode Vol. 4 | Union IV Records      |

### Singles
| Jahr | Titel              | Album             | Anmerkung                  |
| ---- | ------------------ | ----------------- | -------------------------- |
| 2016 | Selfless           |                   |                            |
| 2017 | Shade (UK: Silber) | Hoodrichs Vol. 3  | Produziert von KC & IAMDDB |
| 2018 | Drippy             | Flightmode Vol. 4 |                            |